# Placówka Straży Granicznej II linii „Ujście”
Placówka Straży Granicznej II linii „Ujście” – jednostka organizacyjna Straży Granicznej pełniąca służbę wywiadowczą na granicy polsko-niemieckiej w okresie międzywojennym.

## Formowanie i zmiany organizacyjne
Rozporządzeniem Prezydenta Rzeczypospolitej Polskiej Ignacego Mościckiego z 22 marca 1928 roku, do ochrony północnej, zachodniej i południowej granicy państwa, a w szczególności do ich ochrony celnej, powoływano z dniem 2 kwietnia 1928 roku  Straż Graniczną.
Rozkazem nr 3 z 25 kwietnia 1928 roku w sprawie organizacji Wielkopolskiego Inspektoratu Okręgowego dowódca Straży Granicznej gen. bryg. Stefan Pasławski  określił strukturę organizacyjną komisariatu SG „Jabłonowo”. Placówka Straży Granicznej II linii „Jabłonowo” znalazła się w jego strukturze.
Już 15 września 1928 dowódca Straży Granicznej rozkazem nr 7  w sprawie organizacji Wielkopolskiego Inspektoratu Okręgowego podpisanym w zastępstwie przez mjr. Wacława Szpilczyńskiego  przeniósł komisariat i placówkę II linii do Kruszewa.
Rozkazem nr 11 z 9 stycznia 1930 roku  o reorganizacji Wielkopolskiego Inspektoratu Okręgowego komendant Straży Granicznej płk Jan Jur-Gorzechowski  komisariat i placówkę II linii do Ujścia. Stacjonowała przy ul. Staszica 138.
W 1937 roku zniesiono  placówkę II linii „Ujście”.

## Kierownicy/dowódcy placówki
| stopień          | imię i nazwisko       | okres pełnienia służby | kolejne stanowisko |
| ---------------- | --------------------- | ---------------------- | ------------------ |
| przodownik       | Franciszek Przybylski | był IV 1933 –          |                    |
| starszy strażnik | Ignacy Grduszak       | był VI 1935 –          |                    |